# Elisabeth Langgässer
Elisabeth Langgässer (Alzey, 23 de febrero de 1899 en Alzey - Karlsruhe, 25 de julio de 1950) fue una escritora y maestra católica alemana. Es conocida por su poesía lírica y sus novelas. Su cuento Saisonbeginn, por ejemplo, describe un pueblo alemán alpino en los años treinta, en el que se prohíbe la entrada a los judíos.

## Biografía
En 1928 Langgässer tuvo una breve relación con un hombre judío casado, el jurista Hermann Heller. Tuvieron una hija, Cordelia, nacida en 1929. En las últimas elecciones libres de marzo de 1933, Langgässer votó por Adolf Hitler, pero luego durante el Tercer Reich ella fue considerada una medio judía y por lo tanto expulsada de la Reichsschrifttumskammer (sindicato de escritores) en 1936. A su hija Cordelia le dijeron que una confesión salvaría a su madre de la persecución, por lo que la niña, a los doce años, voluntariamente marchó a vivir en un hospital de gueto. Cordelia pasó los años de guerra en Auschwitz después de que fracasara el intento de su madre de mejorar su estatus racial casándola con un oficial católico español. Después de sobrevivir al Holocausto, ella se unió con su madre en Suecia. Langgässer había sido considerada "no aria" (su padre se había convertido del judaísmo), pero posteriormente había alcanzado un grado superior siendo considerada "alemana" al casarse con un alemán con conexiones en las SS. Cordelia resistió la presión de su madre de proporcionar material para una memoria de campo de concentración y se casó y tuvo varios hijos con un protestante sueco, convirtiéndose en Cordelia Edvardson; de manera bastante inesperada, emigró a Israel en el momento álgido de la guerra de Yom Kippur en 1973 y escribió una mordaz autobiografía, 'Niño quemado busca el fuego.' Elisabeth Langgässer se convirtió en una destacada autora católica. Como tal influyó en los años de juventud del papa Benedicto XVI.
Padeció esclerosis múltiple. Después de su muerte, se le adjudicó, a título póstumo, el Premio Georg Büchner. Desde el año 1988 se otorga el premio que lleva su nombre, Premio Elizabeth Langgasser de Literatura, en la ciudad de Alzey.

## Obras
- Der Wendekreis des Lammes (poesía lírica), 1924
- Proserpina (narrativa), 1932
- Die Tierkreisgedichte (poesía lírica), 1935
- Der Gang durch das Ried (novela), 1936
- Rettung am Rhein. Drei Schicksalsläufe, 1938
- Das unauslöschliche Siegel (novela), 1946 (aquí habla del destino de su padre judío que podía se bautizado)
- Der Laubmann und die Rose (poesía lírica), 1947
- Der Torso (Cuentos), 1947
  - Untergetaucht
  - Glück haben
  - Saisonbeginn
  - Nichts Neues
- Das Labyrinth (Cuentos), 1949
- Märkische Argonautenfahrt (fragmento de novela), 1950
- Gesammelte Werke ("Obras completas", 5 volúmenes), póstumo 1959-64
- Ausgewählte Erzählungen, póstumo 1984, Claassen, ISBN 3-546-45837-0
- Die getreue Antigone (Kurzgeschichte), 1947